# Moshe Dothan

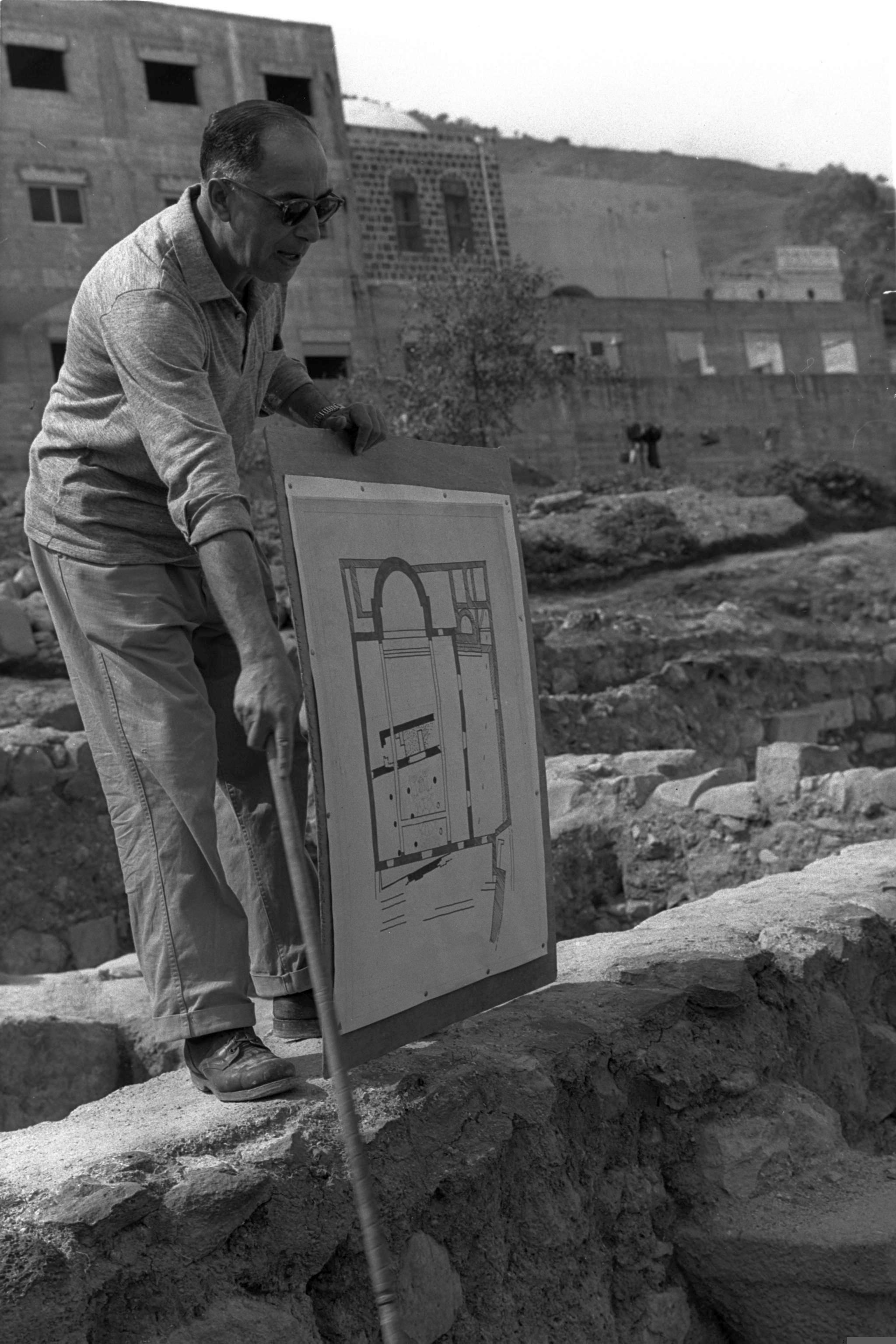
Moshe Dothan (1962)

Mosche Dothan, Hebreeuws: משה דותן, (Polen, 1919 - 9 september 1999) was een Israëlische archeoloog. Hij was als professor verbonden aan de Universiteit van Haifa.
Dothan werd in Polen geboren uit Joodse ouders. In 1938 emigreerde hij naar Israël, waar hij ging studeren. Door de politieke onrust van deze periode kon hij zich echter pas vanaf 1948 volledig wijden aan zijn academische loopbaan. In deze tijd leerde hij ook zijn vrouw Trude Krakauer kennen, met wie hij in 1950 in het huwelijk trad. In datzelfde jaar begon hij ook aan zijn werk voor de Israëlische oudheidkundige dienst (Israel Antiquities Authority), waar hij enkele jaren later hoofd van de afdeling historische geografie en opgravingen. In deze periode promoveerde hij op een studie naar de overgang van het Chalcolithicum naar de Bronstijd. In 1972 werd Dothan benoemd tot assistent professor aan de Universiteit van Haifa, waar hij het interdisciplinaire instituut Department of the History of Maritime Civilizations stichtte. Van 1976 tot 1979 leidde Dothan dit instituut. In 1983 stond hij aan de wieg van de faculteit archeologie van de universiteit, die hij gedurende enkele jaren leidde.
Dothans specialisme was maritieme archeologie, de archeologie van Noord-Israël en vooral de archeologie van de Filistijnen. Hij nam deel aan opgravingen in Tel Ashdod en gaf leiding aan opgravingen in Akko. Ook bij verschillende andere opgravingen was hij betrokken. Na zijn emeritaat bleef hij resultaten publiceren van de opgravingen waarbij hij betrokken was.
In 1999 overleed Moshe Dothan op ongeveer tachtigjarige leeftijd na een ziekbed.

## Publicaties
Moshe Dothan heeft veel wetenschappelijke publicaties op zijn naam staan. Tot zijn belangrijkste publicaties behoren:
- Moshe Dothan, David N. Freedman, Ahsdod I, The First Season of Excavations 1962. Atiqot 7. Jeruzalem: IAA, 1967.
- Moshe Dothan, Ashdod II-III, The Second and Third Seasons of Excavations, 1963, 1965 - Soundings in 1967. Atiqot 9-10. Jeruzalem: IAA, 1971.
- Moshe Dothan, Y. Porath, Ashdod IV: Excavations of Area M - the Fortifications of the Lower City. Atiqot 15. Jeruzalem: IAA, 1982.
- Moshe Dothan, Trude Dothan, People of the Sea: The Search for the Philistines. New York: Macmillan, 1992.
- Moshe Dothan, Y. Porath, Ashdod V - Excavation of Area G. Atiqot 23. Jeruzalem: IAA, 1993.
- Moshe Dothan, Ashdod, in: E. Stern (ed.), The New Encyclopaedia of Archaeological Excavations in the Holy Land, vol. 1. Jeruzalem: IES, 1993, pp.93-103.
- Moshe Dothan, David Ben-Shlomo, Ashdod VI: The Excavations of Areas H and K (1968-1969). IAA Reports 24. Jeruzalem: IAA, 2005 (postuum gepubliceerd).

- Bibsys: 90757019
- Bibliothèque nationale de France: cb129880984 (data)
- CiNii: DA19466024
- Gemeinsame Normdatei: 119211432
- International Standard Name Identifier: 0000 0001 1616 610X
- Library of Congress Control Number: n83166438
- Nationale bibliotheek van Australië: 36390111
- Nationale Bibliotheek van Israël: 987007517357705171
- Nederlandse Thesaurus van Auteursnamen: 072601965
- Système universitaire de documentation: 150798210
- Trove: 1253103
- Virtual International Authority File: 32413408
- WorldCat: E39PBJyX3x3xQhyK6pp77TCCwC